# Charaxes thersander
Charaxes thersander är en fjärilsart som beskrevs av Donovan 1825. Charaxes thersander ingår i släktet Charaxes och familjen praktfjärilar. Inga underarter finns listade i Catalogue of Life.